# Henry Nitzsche

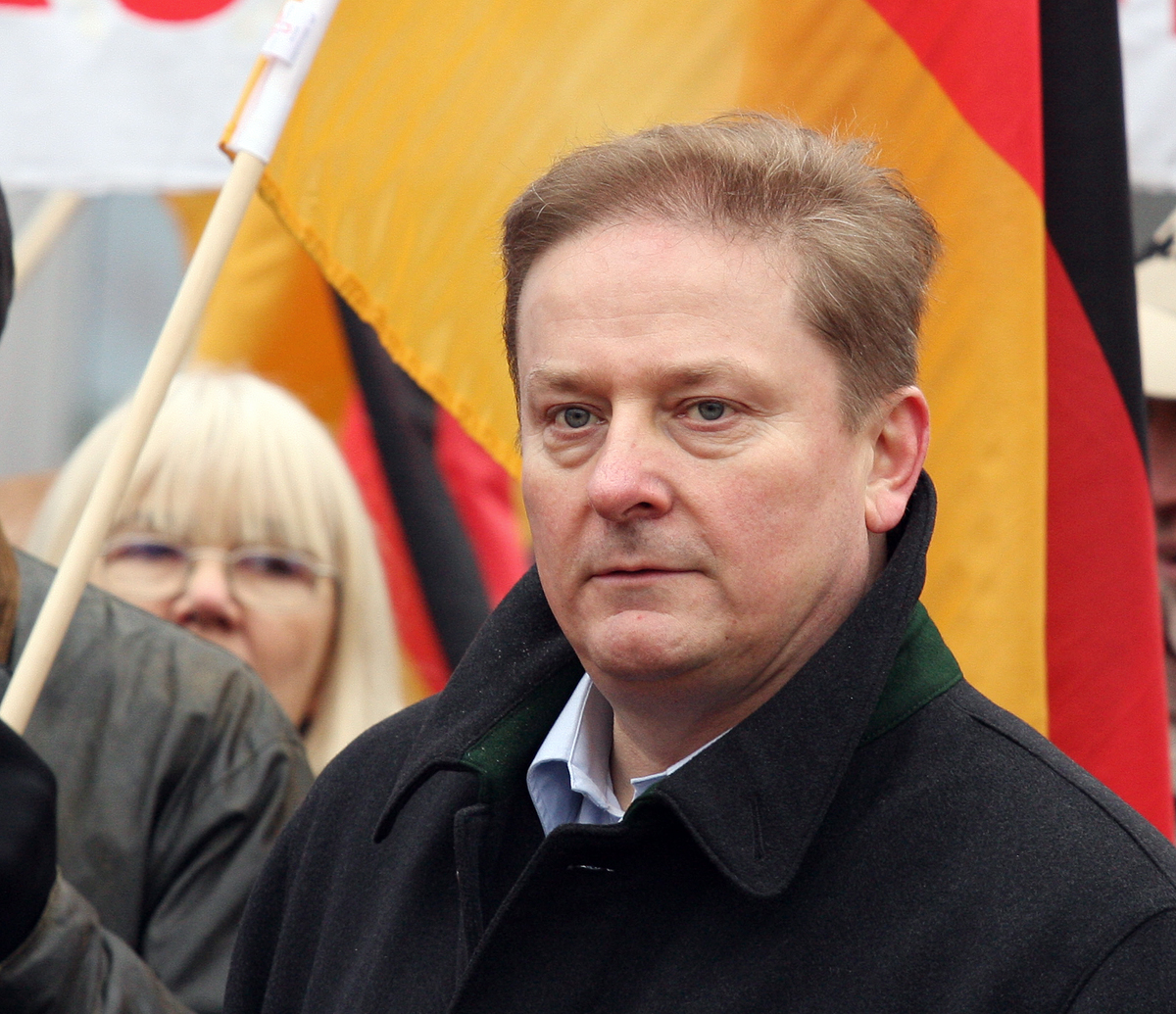
Henry Nitzsche im Dezember 2008 in Köln

Henry Nitzsche (* 4. April 1959 in Kamenz) ist ein deutscher Politiker (MdB von 2002 bis 2009), der bis 2006 Mitglied der CDU und danach in verschiedenen rechtspopulistischen Parteien aktiv war. So gründete er 2008 die Wählervereinigung Bündnis Arbeit-Familie-Vaterland Liste Henry Nitzsche.

## Leben und Beruf
Nach dem Abitur 1977 an der Erweiterten Oberschule „Lessingschule“ in Kamenz leistete Nitzsche seinen Wehrdienst bei der Nationalen Volksarmee ab und begann 1979 ein Studium der Zahnmedizin an der Karl-Marx-Universität Leipzig, das er 1981 abbrach. Stattdessen arbeitete er von 1981 bis 1983 als Forstarbeiter im staatlichen Forst Kamenz und erwarb auch die Qualifikation zum Forstfacharbeiter. 1983 begann Nitzsche eine Umschulung zum Töpfer in Puschwitz, die er 1986 abschloss. Er war zunächst in Kleinmachnow und ab 1987 in eigener Töpferei in Oßling bis 1991 als Töpfer tätig. Den anschließenden Besuch der Verwaltungs- und Wirtschaftsakademie in Dresden beendete Nitzsche 1994 als Verwaltungs- und Betriebswirt (VWA).
Nitzsche ist evangelisch-lutherischer Konfession, verheiratet und hat vier Kinder.

## Partei
In der Zeit der Wende in der DDR schloss sich Nitzsche 1989 zunächst dem Demokratischen Aufbruch (DA) an, wurde aber schon 1990 Mitglied der Deutschen Sozialen Union (DSU). 1993 wechselte er zur CDU, aus der er am 15. Dezember 2006 austrat. Von 2005 bis 2006 war er Vorsitzender des CDU-Kreisverbandes Kamenz-Hoyerswerda. 2008 gründete er die Wählervereinigung Bündnis Arbeit-Familie-Vaterland Liste Henry Nitzsche (AFV). Im Februar 2011 gründete er die Wählervereinigung Bürgerbewegung Pro Sachsen in Kamenz als Zusammenschluss verschiedener Gruppierungen, trat jedoch schon kurze Zeit später wieder aus, da er den Verein „zunehmend von der NPD unterwandert“ sah. Die AFV löste sich im Sommer 2012 als Verein auf.

## Abgeordneter
Nitzsche gehört seit 1990 dem Gemeinderat seines Wohnortes Oßling und dem Kreistag des Kreises Kamenz bzw. des Landkreises Kamenz an. Am 8. Juni 2008 wurde er für die Liste „Arbeit, Familie, Vaterland“ in den Kreistag des neuen Landkreises Bautzen gewählt.
Von 1994 bis 2002 war Nitzsche zudem Mitglied des Sächsischen Landtages. Dort war er von 1994 bis 1999 stellvertretender Vorsitzender des Ausschusses für Wohnen, Bauen und Verkehr und von 1999 bis 2002 wohnungs- und verkehrspolitischer Sprecher der CDU-Landtagsfraktion.
Ab 2002 war er Mitglied des Deutschen Bundestages. Hier war er bis 2006 Berichterstatter der CDU/CSU-Bundestagsfraktion für Stadtumbau Ost und Altschuldenhilfe. Nach seinem Austritt aus der CDU am 15. Dezember 2006 schied Nitzsche auch aus der CDU/CSU-Fraktion aus und gehörte dem Bundestag bis zum Ende der 16. Wahlperiode als fraktionsloser Abgeordneter an.
Nitzsche zog beide Male als direkt gewählter Abgeordneter des Wahlkreises Kamenz – Hoyerswerda – Großenhain in den Bundestag ein. Bei der Bundestagswahl 2005 erreichte er 34,5 % der Erststimmen seines Wahlkreises.
Bei den Kommunalwahlen im Mai 2019 wurde er auf der Liste der AfD erneut in den Bautzener Kreistag und von der Kreistagsfraktion zu ihrem Vorsitzenden gewählt.

## Öffentliche Ämter
Von 1991 bis 1994 war Nitzsche Bürgermeister der Gemeinde Oßling.

## Soziales Engagement
Als Vorsitzender des evangelischen Schulträgervereins in Oßling engagiert sich Nitzsche für eine evangelische Privatschule, die Evangelische Oberschule Oßling, die am 3. September 2007 den Schulbetrieb aufnahm. Außerdem ist er Vorsitzender der Arbeitslosen-Selbsthilfe Landkreis Kamenz e. V. Nitzsche spricht sich für das geplante Europäische Jiddisch Zentrum Anatoli Kaplan eines christlichen Trägervereins in Oberlichtenau aus.

## Vorwurf des Rechtspopulismus und Austritt aus der CDU
Wiederholt erregte Nitzsche durch vielfach als rechtspopulistisch eingestufte Äußerungen öffentliche Kritik, auch aus den Reihen der CDU. Erstmals in die Schlagzeilen kam er 2003 im Zuge der Hohmann-Affäre. Seine in einem Interview geäußerte Behauptung „Eher wird einem Moslem die Hand abfaulen, als dass er bei der Christlich-Demokratischen Union sein Kreuz auf den Wahlzettel macht.“, für die er sich später entschuldigte, wurde nicht nur von der CDU-Vorsitzenden Angela Merkel scharf kritisiert.
Auf einem Plakat für die Bundestagswahl 2005 warb Nitzsche mit der Parole „Arbeit, Familie, Vaterland“, die als „Travail, Famille, Patrie“ Wahlspruch des französischen Vichy-Regimes unter Marschall Pétain während der deutschen Okkupation im Zweiten Weltkrieg gewesen war und einen Gegenentwurf zu den Werten „Liberté, Égalité, Fraternité“ (französisch „Freiheit, Gleichheit, Brüderlichkeit“) der französischen Revolution darstellen sollte. Im Jahr 2002 hatte der Präsidentschaftskandidat des rechtsextremen Front National, Jean-Marie Le Pen, die Parole im französischen Präsidentschaftswahlkampf aufgegriffen, anschließend wurde sie 2004 in Deutschland von der rechtsextremen Partei NPD verwendet. Dennoch unterstützte der ehemalige Ministerpräsident von Sachsen und CDU-Generalsekretär Kurt Biedenkopf Nitzsches Wahlkampfmotto. Auch der Historiker Michael Wolffsohn verteidigte das Motto: „Wenn es regnet und auch die NPD das feststellt, wird aus Regen kein Sonnenschein. Oder wollen wir alten und neuen Nazis das Monopol auf Arbeit, Familie, Vaterland überlassen?“
Erneute Kritik zog Nitzsche mit einem Grußwort zu einer CDU-Veranstaltung zum Thema Patriotismus im Juni 2006 in Lieske auf sich, dessen Inhalte im November 2006 bekannt wurden. Nach Angabe von Ohrenzeugen soll Nitzsche die Notwendigkeit von Patriotismus damit begründet haben, man brauche ihn, „um endlich vom Schuldkult runterzukommen“ und damit „Deutschland nie wieder von Multikultischwuchteln in Berlin regiert werde“.
Der Vorsitzende des CDU-Stadtverbands Wittichenau warf Nitzsche „erstklassige NPD-Äußerungen“ vor. Michael Kretschmer, der Generalsekretär der sächsischen CDU, bezeichnete Nitzsches Äußerungen als „völlig inakzeptabel“. Gleichlautend äußerte sich Sachsens Ausländerbeauftragte Friederike de Haas (CDU). „Mit dem christlichen Menschenbild der CDU jedenfalls haben Ausdrücke wie ‚Multi-Kulti-Schwuchteln‘ nichts zu tun.“ Auch der Zentralrat der Juden in Deutschland kritisierte die Äußerungen Nitzsches und den Umgang der CDU mit ihnen. Nitzsche sei ein „mehrfacher Wiederholungs- und Überzeugungstäter“, bei dem man sich frage, was bis zu einem Parteiausschluss noch geschehen müsse.
Am 7. Dezember 2006 trat Nitzsche von seinem Amt als Vorsitzender des CDU-Kreisverbands Kamenz/Hoyerswerda zurück. Am 15. Dezember 2006 trat er darüber hinaus aus der CDU sowie ihrer Fraktion im Deutschen Bundestag aus, behielt sein Bundestagsmandat jedoch.

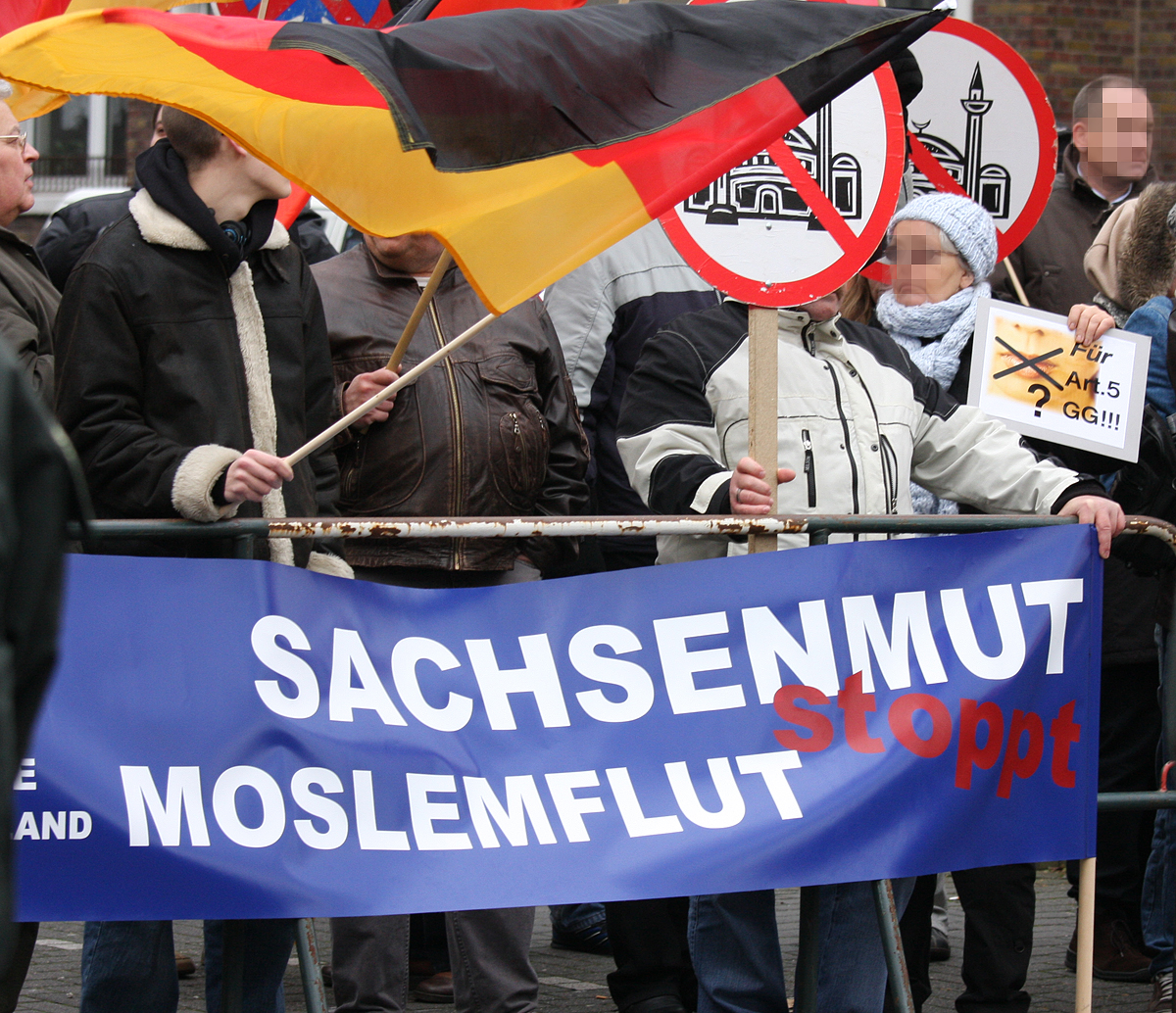
Transparent des Vereins „Arbeit, Familie, Vaterland“, mit dem Nitzsche im Dezember 2008 an einer Veranstaltung der „Bürgerbewegung Pro Köln“ teilnahm.

Die NPD rief Nitzsche im November 2006 dazu auf, in ihre Partei einzutreten. Einen Eintritt in die NPD lehnte Nitzsche nach Presseberichten ab; er verhandelte mit dem DSU-Landesverband über die Wiederaufnahme in seine ehemalige Partei.
Anfang April 2008 gab Nitzsche bekannt, an dem sogenannten „Anti-Islamisierungskongress“ der extrem rechten Bürgervereinigung Pro Köln als Redner teilnehmen zu wollen. Er wurde durch Blockadeaktionen auf dem Köln-Bonner Flughafen festgehalten. Auch bei weiteren Aktionen von Pro Köln hat Nitzsche seine Teilnahme zugesagt.
Zur sächsischen Landtagswahl 2009 trat Nitzsche im Wahlkreis 55 (Hoyerswerda) als Direktkandidat an. Die NPD verzichtete auf eine Direktkandidatur im gleichen Wahlkreis und sprach sich offen für die Wahl von Henry Nitzsche aus. Er erreichte 19,6 % und unterlag damit dem CDU-Kandidaten Frank Hirche, der mit 32,6 % die relative Mehrheit auf sich vereinen konnte.
Im September 2017 trat Nitzsche bei einer Veranstaltung des neurechten Instituts für Staatspolitik um Götz Kubitschek in Schnellroda auf. Auf der Veranstaltung waren auch mehrere Rechtsextremisten wie Thor von Waldstein und Aktivisten der vom Verfassungsschutz beobachteten Identitären Bewegung zugegen.

## Politik im Kreistag Bautzen
Seit dem 18. Februar 2008 war Nitzsche Vorsitzender der von ihm gegründeten Wählervereinigung Bündnis Arbeit, Familie, Vaterland – Liste Henry Nitzsche, die bei den sächsischen Kommunalwahlen am 8. Juni 2008 erstmals antrat. Nitzsche selbst kandidierte für das Amt des Landrats im neuen Kreis Bautzen und erhielt 13,2 % der abgegebenen Stimmen.
Im Anschluss bewarb sich Nitzsche für die Wahl des Ausländerbeauftragten des Kreistages Bautzen. In einer Presseerklärung setzte er sich zum Ziel, „den hier ansässigen Ausländern bei der Organisation ihrer Heimreise behilflich zu sein, anstatt sie beim Aufbau einer dauerhaften Existenz in Deutschland zu unterstützen.“
Der Kreisrat Maik S. Förster vom Bündnis AFV trat daraufhin mit der Begründung, Nitzsches „absoluter Alleingang“ habe gegen die „Grundsätze des Bündnisses“ verstoßen, aus diesem aus.